# Alfa Romeo 110AF
Alfa Romeo 110AF − seria trolejbusów, produkowanych w latach 1938–1944 przez włoską firmę Alfa Romeo z karoseriami SIAI Marchetti, Casaro, Macchi lub Piaggio i osprzętem elektrycznym Marelli, T.I.B.B., Ansaldo lub Compagnia Generale di Elettricità (CGE). Pojazdy te wyposażone był w podwozie trzyosiowe. Wszystkie odmiany miały długość 12 metrów i dwoje drzwi.
Łącznie wytworzono 22 egzemplarze tego trolejbusu w różnych odmianach.
W czasie II wojnie światowej cztery takie trolejbusy z karoserią Macchi i silnikami Marelli znalazły się w taborze gdyńskiego przewoźnika, zrabowane przez okupacyjne władze niemieckie z Rzymu. Uruchomiono je jednak dopiero w 1947 roku. Były to pojazdy dwusilnikowe, na trzyosiowym podwoziu − jeden silnik napędzał oś środkową, a drugi tylną, oba umieszczone były obok siebie przed osią środkową. Przód nadwozia mieścił oddzieloną przeszkloną ścianką kabinę kierowcy. Samo miejsce kierowcy było natomiast umieszczone bardzo nietypowo, bo na środku osi wzdłużnej pojazdu (w trolejbusach i autobusach włoskich miejsce kierowcy, z braku odpowiednich regulacji prawnych, umieszczano zazwyczaj po prawej stronie).